# Ми-14
Ми-14 (Руски: Ми-14, НАТО назив "Хазе") је совјетски/руски амфибијски хеликоптер намењен противподморничкој борби, а пројектован је на основу Ми-8.
Овај хеликоптер је имао три основне верзије: противподморничар, спасилац и миноловац.

## Пројектовање и развој
Пројектовање овог хеликоптера је почело још 1962. године. Идеја је била да се у једној летилици обједине две функције трагач за подморницама и њихов уништитељ. За овакву летелицу је био неопходан велики хеликоптер са снажним моторима који је требао да понесе сву електронску опрему неопходну за откривање подморнице и довољну количину наоружања (торпеда, дубинских бомби или класичних бомби) неопходних за њено уништење. Пре појаве оваквог хеликоптера ову операцију је обављао пар хеликоптера, први хеликоптер је носио електронску опрему за откривање подморница а други хеликоптер тог пара је носио наоружање којим је покушавао да уништи подморницу.
Као основа за пројект оваквог хеликоптера послужио је хеликоптер Ми-8 који се већ тада показао као добар хеликоптер и у експлоатационим условима. Прототип хеликоптера који је добио назив V-14 први пут је полетео августа месеца 1967. године без електронске опреме и са моторима TV2-117. У односу на Ми-8, овај хеликоптер је имао изведено дно у облику трупа брода тако да је престављао амфибијски хеликоптер који је могао да слеће и полеће како са чврстог тла тако и са водене површине. Летна тестирања овог хеликоптера су завршена крајем 1974. године. Пошто је израда електронских уређаја каснила а и недостајали су адекватни мотори, овај хеликоптер је уведен у употребу тек 1976. године са службеном ознаком Ми-14ПЛ и појачаним моторима TV3-117.

### Технички опис
Ми-14 је двомоторни хеликоптер, са једним петокраким главним ротором. Ротор је са три степена слободе закретања, у функцији управљања са вектором силе узгона, у току лета. Кракови елисе ротора, израђени су од легуре алуминијума, а опремљени су са системом за одлеђивање, са мануелним и аутоматским регулисањем. Трокраки репни ротор се као код хеликоптера Ми-17 налази са десне стране репа што је повећало његову ефикасност.
У случају отказа једног од мотора, нормално се лети са преосталим другим у најближу базу за слетање. У случају отказа оба мотора хеликоптер ће се приземљити 
ауторотацијом главног ротора. Гориво је смештено у седам унутрашњих самозаптивајућих резервоара укупне запремине од 3.795 литара. Стајни трап овог хеликоптера се састоји од четири увлачеће ноге са точковима и нископритисним гумама. Са обе стране трупа хеликоптер има два пловка за надувавање што хеликоптеру обезбеђује повећану стабилност и на узбурканом мору.
Опрема хеликоптера зависи од његове намене да ли је он противподморнички, спасилачки, ватрогасни. миноловац, транспортни или путнички.

### Варијанте
Овде се наводе основне варијанте овог хеликоптера мада у зависности од опреме постоји доста подваријанти.
- V-14 - први прототип амфибијског хеликоптера
- Mi-14PL - Почетна верзија противподморничког хеликоптера
- Mi-14BT - Хеликоптер миноловац
- Mi-14PS - Хеликоптер спасилац
- Mi-14GP - Транспортна верзија амфибијског хеликоптера

## Оперативно коришћење
Укупно је произведено 230 хеликоптера Ми-14 у периоду од 1973. до 1986. године а уведен је у употребу 1975. године. Продато је у око 100 комада у 15-так земаља и углавном се и данас користе као спасилачки хеликоптери. НАТО му је дао кодну ознаку "Haze" то јест измаглица. Хеликоптер је од наоружања могао да понесе 3 тоне терета. То су могле да буду бомбе, дубинске мине и торпеда. Између осталог могао је да понесе дубинску атомску бомбу тежине 1.600 kg. која је била у стању да уништи било коју подмормоцу у радијусу од 800 m.

## Коришћење у Југославији
Прво потапање једне подморнице из ваздуха у историји авијације десило се у току Првог светског рата дана 16. септембра 1916. године посаде авиона Лонер L 132 којим је управљао капетан корвете Димитрије Коњовић и Лонер L 135 којим је управљао подофицир Валтер Железни на редовном извиђачком задатку у близини Бококоторског залива открили су француску подморницу Франко и напали је бомбама. Подморница је у том нападу била оштећена тако да је посада морала да је напусти. Тако је почела борба између подморница и ваздухоплова на југословенском подручју.
После Другог светског рата у Југославији су се за борбу против подморница користили авиони Де Хевиланд DH.98 Москито и Икарус 214 да би се 1960. године почели за ту сврху користити хеликоптери Сикорски H-19 (СОКО С-55) чије је коришћење трајало до 1974. године. У циљу модернизације 1974. године набављени су противподморнички хеликоптери Камов Ка-25 а 1980/82. ова одбрана је појачана увођењем 4 хеликоптера Ми-14. Године 1988. хеликоптери Ка-25 су замењени хеликоптерима Камов Ка-27 (Ка-28).

## Корисници
| - Бугарска - Куба - Етиопија - Грузија - Источна Немачка - Немачка - Либија - Румунија | - Сирија - Северна Кореја - Пољска - Русија - Украјина - Совјетски Савез - Југославија - Вијетнам |